# Myrmicaria foreli
Myrmicaria foreli är en myrart som beskrevs av Santschi 1925. Myrmicaria foreli ingår i släktet Myrmicaria och familjen myror.

## Underarter
Arten delas in i följande underarter:
- M. f. foreli
- M. f. pallida